# رومنسویلر
رومنسویلر (به فرانسوی: Romanswiller) یک کمون در فرانسه با جمعیت ۱٬۳۲۶ نفر است که در Canton of Wasselonne واقع شده‌است.